# O2 (O-Town)
O2 è il secondo album in studio del gruppo vocale statunitense O-Town, pubblicato nel 2002.

## Tracce
1. From the Damage (Ashley Parker Angel; Clif Magness; Steve Kipner) - 3:50
2. These Are the Days (David Frank; Steve Kipner; Wayne Hector) - 4:24
3. I Only Dance with You (Alex Cantrall; Andrew Ridgeley; Bradley Spalter; David Lindsey; George Michael; Philip White) - 3:26
4. Favorite Girl (Carol Haynes) - 4:05
5. I Showed Her (Shep Crawford) - 4:12
6. Been Around the World (Adam Kagan; Bradley Spalter; Leah Hayworth) - 2:51
7. Make Her Say (Ali Theodore; B McDonald; C. Derry; E. Fletcher; Erik Michael Estrada; Master P; Jones; Rich Cronin; Vinni Alfieri) - 3:20
8. The Joint (Scharyj, Alex Cantrall; Bradley Spalter; Erik-Michael Estrada; George Scharyj) - 3:15
9. Suddenly (Ashley Parker Angel; Billy Chapin; Rich Cronin) - 3:48
10. Craving (Ashley Parker Angel; Clif Magness; Pamela Sheyne) - 3:25
11. Over Easy (Jamie Houston) - 3:33
12. Girl Like That (Ali Theodore; Parker Angel; Dan Miller; Michael Sandlofer; Rich Cronin; Trevor Penick; Vinni Alfieri) - 3:04
13. You Can't Lose Me (Diane Warren) - 3:42

## Formazione
- Erik–Michael Estrada
- Dan Miller
- Trevor Penick
- Jacob Underwood
- Ashley Parker Angel